# Kemal Bayraktar
Kemal Sabri Bayraktar (* 15. Januar 1998 in Samsun) ist ein türkischer Fußballspieler, der für Erzin Belediyespor spielt.

## Karriere

### Verein
Bayraktar kam in der nordtürkischen Hafenstadt Samsun auf die Welt und begann hier in der Jugend von Samsunspor mit dem Vereinsfußball. Nachdem Samsunspor ab dem Herbst 2011 in finanzielle Engpässe geriet und über lange Zeit die Spielergehälter nicht zahlen konnte, verließen viele Spieler den Verein. Zur Rückrunde der Spielzeit 2012/13 wurde er mit einem Profivertrag ausgestattet und in den Profikader aufgenommen. Sein Profidebüt gab er als Fünfzehnjähriger während der Zweitligapartie am 3. März 2013 gegen Torku Konyaspor.
Zur Saison 2015/16 wechselte er zum Viertligisten Erzin Belediyespor.

### Nationalmannschaft
Bayraktar spielte in den Jahren 2010 bis 2012 insgesamt viermal für die türkische U-15-Nationalmannschaft.